# Deinacrida parva
Deinacrida parva је инсект из реда Orthoptera и фамилије Stenopelmatidae.

## Угроженост
Подаци о распрострањености ове врсте су недовољни.

## Распрострањење
Ареал врсте је ограничен на једну државу. 
Нови Зеланд је једино познато природно станиште врсте.